# Maroscsicsér
Maroscsicsér (románul Cicir) falu Romániában, Arad megyében.

## Fekvése
Aradtól keletre, a Maros jobb partján, Mondorlak és Szabadhely közt fekvő település.

## Története
Maroscsicsér nevét 1522-ben említette először oklevél, majd 1561-ben Csicsér, 1752-ben Csicsir, 1808-ban pedig Csicser néven írták.
1888-ban az Aradi járáshoz tartozott. Nevét 1913-ban említették először mai nevén Maroscsicsér-nek.
A 20. század elején Arad vármegye Aradi járásához tartozott.
1910-ben 971 lakosa volt, melyből 932 volt román, 32 magyar, ebből 913 görögkeleti ortodox, 20 római katolikus, volt.
Maroscsicsér mellett, a Csicséri-sziget-en állnak az egykori Bisztrai (Bizerei) monostor romjai. A monostor a fennmaradt oklevelek szerint már a 12. században fennállt. Nevét 1183-ban is említette oklevél monosterii de Bisra néven. 1233-ban ecclesia de Bistria, 1265-ben Bezered-nek írták.
1235-ben a Boldogságos Szűz tiszteletére szentelt bencés apátságban már 32 szerzetes lakott. Egy 1230-ban keltezett oklevél szerint a monostor hajói a Maroson évente háromszor szállítottak le sót vámmentesen és bármely sóbányából vásárolhattak sót. 1233-ban II. András király évi 4000 kősóban állapította meg sórészesedésüket.
1333-ban a pápai tizedjegyzék szerint papja 13 garas, 1335-ben 4 garas pápai tizedet fizetett.
Egy 1528-ból fennmaradt térkép Bisztrát a Maros déli partján, Sződitől keletre tüntette fel.
Itt végzett szociológiai kutatásokat Braun Róbert (A falu lélektana).

## Nevezetességek
- Az egykori Bisztrai monostor romjai Csicséri szigeten.